# Alternative NRG
Alternative NRG è una compilation pubblicata nel 1994 dalla Hollywood Records, con la supervisione di Greenpeace.

## Storia
L'album è stato realizzato mediante l'utilizzo di energia solare sia in fase di registrazione che di missaggio. Tutti i brani sono stati registrati dal vivo ad eccezione del brano interpretato da Annie Lennox, Cold, che è stato realizzato in versione acustica. Ciò è dovuto al fatto che l'artista fosse impossibilitata a tenere concerti, alla luce della recente gravidanza.
La compilation vede anche la collaborazione tra i Soundgarden e Brian May che li porterà a registrare una versione di New Damage, risultando peraltro il primo brano della band a essere stato rivisitato.

## Tracce
1. R.E.M. – Drive (live) – 4:16
2. James – Ring The Bells (live) – 5:22
3. U2 – Until The End Of The World (live) – 4:57
4. Midnight Oil – Tell Me The Truth (live) – 3:27
5. The Disposable Heroes Of Hiphoprisy – Everyday Life Has Become A Health Risk (live) – 3:08
6. Soundgarden & Brian May – New Damage (live) – 5:20
7. The Jesus and Mary Chain – New Kind Of Kick (live) – 2:49
8. UB40 – Sing Our Own Song (live) – 5:36
9. Annie Lennox – Cold (unplugged) – 5:04
10. P.M. Dawn – Looking Through Patient Eyes (live) – 5:20
11. The Soup Dragons – Sweetmeat (live) – 4:25
12. EMF – Search And Destroy (live) – 4:04
13. Yothu Yindi – Yolngu Boy (live) – 4:41
14. Sonic Youth – JC (live) – 4:57
15. Boo-Yaa T.R.I.B.E. – Fam Bam (live) – 2:24
16. L7 – Shitlist (live) – 3:17